# Pete DePaolo
Pete DePaolo (ur. 6 kwietnia 1898 roku w Filadelfii, zm. 26 listopada 1980 roku w Laguna Hills) – amerykański kierowca wyścigowy.

## Kariera
W swojej karierze DePaolo startował głównie w Stanach Zjednoczonych w mistrzostwach AAA Championship Car oraz towarzyszącym mistrzostwom słynnym wyścigu Indianapolis 500. W pierwszym sezonie startów, w 1922 roku, uzbierał łącznie pięćdziesiąt punktów. Dało mu to siedemnaste miejsce w klasyfikacji generalnej. Dwa lata później po raz pierwszy stanął na podium. Z dorobkiem 230 punktów uplasował się na jedenastej pozycji w końcowej klasyfikacji kierowców. W sezonie 1925 na podium stawał już siedmiokrotnie, w tym pięciokrotnie na jego najwyższym stopniu. Uzbierane 3260 punktów pozwoliło mu zdobyć tytuł mistrza serii. W tym samym roku w wyścigu Indianapolis 500 odniósł zwycięstwo. Rok później w tym wyścigu uplasował się na piątym miejscu. W mistrzostwach również nie zdołał obronić tytułu. Stanął na trzecim stopniu podium w klasyfikacji generalnej. Jednak na szczyt w końcowej klasyfikacji powrócił w sezonie 1927. Stanął wówczas ośmiokrotnie na podium, w tym trzykrotnie odnosił zwycięstwa. W kolejnych dwóch sezonach startował jedynie w Indianapolis 500, gdzie plasował się poza czołową 30-tką. Do wyścigów powrócił w 1934 roku, tym razem jednak w Grand Prix rozgrywanych w Europie. W Grand Prix Trypolisu został sklasyfikowany na ósmej pozycji. W kolejnych wyścigach nie dojeżdżał do mety.